# Vol 17 de Malaysia Airlines
El vol 17 de Malaysia Airlines (MH17) del 17 de juliol del 2014 i amb codi compartit amb l'aerolínia KLM Royal Dutch Airlines —KL4103— fou un vol internacional regular de passatgers operat per un avió Boeing 777-200ER. Sortí de l'Aeroport d'Amsterdam-Schiphol a les 12:14 (CEST) cap a l'Aeroport internacional de Kuala Lumpur amb 283 passatgers i 15 tripulants. S'estavellà al poblet de Hràbove, al raion ucraïnès de Xakhtarsk i l'óblast de Donetsk, a 40 quilòmetres de la frontera amb Rússia. Actualment aquesta zona es troba en guerra El contacte s'hauria perdut a les 16:15 (hora local).
Funcionaris d'intel·ligència estatunidencs digueren que un míssil terra-aire havia sigut el causant de l'accident, però no se n'han confirmat els autors. Inicialment, l'aviació russa informà que l'avió havia sigut abatut quan volava a 10.000 metres d'altitud. Des de Kíev culparen un míssil llançat per milicians prorussos, mentre que aquests acusaren l'exèrcit ucraïnès d'haver utilitzat una arma similar. El Govern de la República Popular de Donetsk assegurà que no tenia armes capaces de destruir l'avió. El Govern ucraïnès també responsabilitzà el Govern rus i viceversa. El president estatunidenc, Obama, digué que hi ha «proves clares» de la responsabilitat dels rebels prorussos.
Fou el segon incident de la línia aèria en menys de cinc mesos, arran de la desaparició del vol 370 a principis de març del 2014. De fet, amb 283 passatgers i 15 tripulants implicats, es tracta del major incident de l'aerolínia, superant el vol 370, en el qual moriren 227 passatgers i 12 tripulants.

## Desenvolupament

Recorregut de l'avió

L'aeronau s'enlairà de l'aeroport d'Amsterdam (Amsterdam-Schiphol) a les 12:14 CEST (10:14 UTC) amb destí a la capital malàisia, Kuala Lumpur. Malaysia Airlines fou informada pels controladors de trànsit aeri locals perquè havien perdut contacte amb l'avió a les 14:15 UTC. Al voltant de les 15:30 GMT, l'empresa informà a través del seu compte de Twitter que havia perdut contacte amb el vol. L'avió desaparegué minuts abans d'entrar a l'espai aeri rus. Flightradar24 informà que un Boeing 777 de Singapore Airlines i un Boeing 787 d'Air Índia estaven a només 25 quilòmetres del lloc quan l'aeronau desaparegué.

### Horaris
| Temps (HH:MM) | Hora  | Hora             | Hora           | Hora               | Fet                                            |
| Temps (HH:MM) | UTC   | CEST (Amsterdam) | EEST (Ucraïna) | MYT (Kuala Lumpur) | Fet                                            |
| ------------- | ----- | ---------------- | -------------- | ------------------ | ---------------------------------------------- |
| 00:00         | 10:14 | 12:14            | 13:14          | 18:14              | Enlairament de l'aeroport d'Amsterdam-Schiphol |
| 04:01         | 14:15 | 16:15            | 17:15          | 22:15              | L'avió desapareix del radar ucraïnès           |

### Restes
Després de la caiguda de l'avió, desenes de cadàvers carbonitzats estaven escampats al voltant de les restes desintegrades. Entremig hi havia seients, maletes i la cua de l'aparell, on encara es podia identificar el logotip de la companyia aèria. Un treballador de rescat dels serveis d'emergència digué en els primers instants després de la caiguda que almenys 100 cossos s'havien trobat en el lloc, prop del poble de Hràbove, i que les restes de l'aeronau estaven disperses al voltant d'una àrea d'uns 15 quilòmetres de diàmetre amb terrenys que són camps cultivats. Segons el Consell de Seguretat de la República Popular de Donetsk, veïns del llogarret de Torez també resultaren ferits, car trossos de l'avió danyaren algunes cases. Els habitants locals filmaren l'escena, on hi havia una gran columna de fum. També hi acudiren bombers, militars, miners locals i periodistes, que col·laboraren en la identificació de restes de l'aeronau i la cerca de supervivents.

### Conseqüències

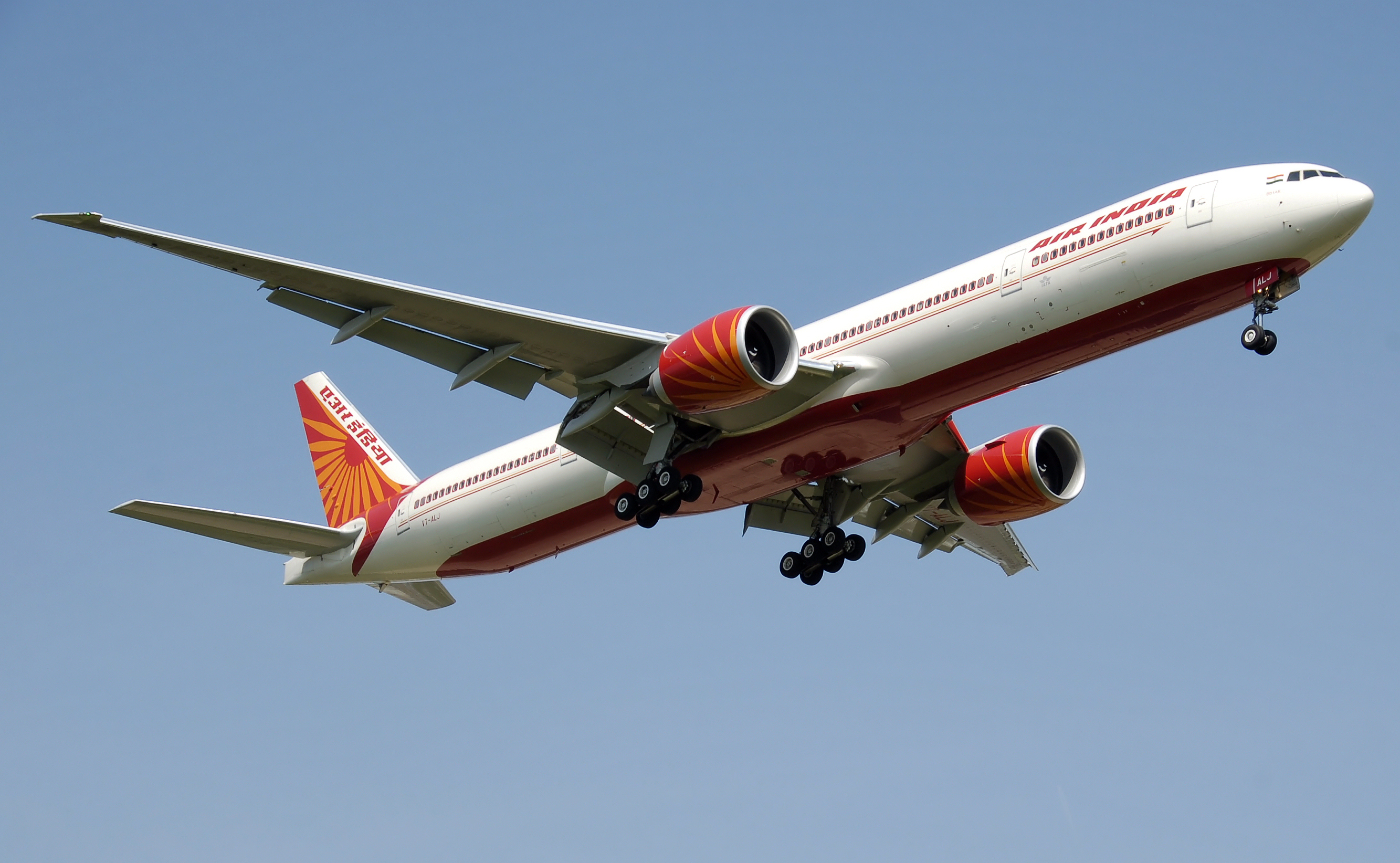
Avió d'Air India

Com a resultat de l'incident, Lufthansa, Air France, Turkish Airlines, Transaero, British Airways, Emirates, KLM, Jet Airways, Air India, Alitalia, Virgin Atlantic, Delta Airlines, UTair, Aeroflot i Vietnam Airlines suspengueren temporalment els seus vols sobre l'espai aeri ucraïnès i amb destí a aeroports ucraïnesos. Algunes aerolínies també anunciaren modificacions de rutes. Eurocontrol anuncià el tancament de l'espai aeri ucraïnès per l'aviació civil, dient que «tots els plans de vol que incloguin les rutes sobre Ucraïna seran rebutjats, a causa del seu tancament fins a nou avís». Els organismes d'aviació dels Estats Units, la Xina, Rússia i el Regne Unit prohibiren oficialment a les seves aerolínies sobrevolar l'espai aeri de l'est d'Ucraïna. Algunes aerolínies, com ara Qantas, Korean Air Lines, Asiana Airlines i British Airways, ja havien estat evitant la zona durant mesos per motius de seguretat.
Poc després de l'accident, Malaysia Airlines anuncià que canviaria el número de vol de la ruta Amsterdam-Kuala Lumpur a 19. Finalment, mantingué el 17. El 18 de juliol, les accions de la línia aèria havien caigut gairebé un 16%.
Els mitjans de comunicació informaren que les targetes de crèdit i dèbit podien haver sigut sostretes dels cossos de les víctimes, i la Banca Associada dels Països Baixos aconsellà als familiars cancel·lar les seves targetes de crèdit.

### Investigació
Milicians prorussos afirmaren que havien trobat la caixa negra de l'avió de passatgers i digueren que seria entregada a les autoritats russes. El ministre d'Afers Exteriors rus, Serguei Lavrov declarà que el govern de Rússia no té plans de custodiar les caixes negres i que la investigació és responsabilitat de l'Organització Internacional d'Aviació Civil, dels Països Baixos, Malàisia i Ucraïna. Funcionaris europeus digueren que Ucraïna havia reclamat primer les caixes negres.
El primer ministre de la República Popular de Donetsk, Aleksandr Borodai, anuncià que les autodefenses estan disposades a declarar una treva de tres dies amb les autoritats de Kíev perquè es dugui a terme una investigació de la catàstrofe de l'avió malaisi. Hores després de l'accident, arribà a Ucraïna un equip d'investigadors dels Estats Units, enviat d'urgència pel govern d'aquest país. />
Milicians de l'Estat Federal de Nova Rússia, que controlen la zona on s'estavellà l'avió, anunciaren que havien acordonat l'escena de l'accident per «proporcionar accés segur i garanties de seguretat» a una comissió nacional d'investigació mitjançant la cooperació amb les autoritats ucraïneses pertinents, i garantir la seguretat dels observadors de l'Organització per a la Seguretat i la Cooperació a Europa quan se'ls permetés investigar lliurement l'escena de l'accident.
L'OSCE es comunicà el 18 de juliol per videoconferència amb els representants dels prorussos de l'est d'Ucraïna, exhortant-los a acordonar el lloc de la catástrofe. Aquell mateix dia, Malaysia Airlines emeté un comunicat afirmant que la ruta del vol MH17 havia sigut aprovada per Eurocontrol i que l'avió devia volar a una altitud de 10.668 metres quan travessava l'espai aeri ucraïnès. Tot i aix+o, després d'entrar el MH17 a l'espai d'Ucraïna, els controladors li exigiren volar a 10.058 metres. L'empresa també anuncià que evitarà l'espai aeri ucraïnès per complet, volant més al sud, sobre Turquia, i que ha decidit pagar a les famílies dels passatgers i tripulants 5.000 dòlars per víctima com a compensació preliminar.
Aquell mateix dia, els treballadors del servei ucraïnès d'emergència anunciaren la troballa d'una ala danyada per metralla entre les restes de l'avió. L'FBI i la Junta Nacional de Seguretat del Transport (NSTB) confirmaren l'enviament d'equips d'experts cap a Ucraïna el 19 de juliol. Interpol també anuncià l'enviament d'un equip d'identificació de víctimes. El Regne Unit també anuncià l'enviament de sis investigadors.
Cap a la nit del dia 18, els investigadors de la OSCE denunciaren que no els deixaven accedir a la zona de la catàstrofe, cosa que confirmà l'ambaixador suís a l'OSCE, Thomas Greminge, que afirmà que els observadors finalment accediren a la zona durant 75 minuts, mentre els rebels que els vigilaven disparaven a l'aire.
El 19 de juliol, Malaysia Airlines anuncià que valoraria les condicions de seguretat a Ucraïna abans de decidir sobre la possibilitat de transportar els familiars de les víctimes al lloc del desastre. Un portaveu de la companyia digué que els parents de les víctimes estaven rebent atenció a Amsterdam i que un equip de l'aerolínia estava aquell mateix dia a Ucraïna avaluant la situació.
El setembre del 2016 els fiscals de la investigació internacional van determinar que l'aeronau va ser atacada per un míssil llançat des de territori sota control de milicians separatistes pro-russos, tot i que Dimitri Peskov, portaveu del president rus, va negar-ho immediatament.

## Passatgers i tripulació
| Nacionalitat  | Persones |
| ------------- | -------- |
| Alemanya      | 4        |
| Austràlia     | 27       |
| Belga         | 4        |
| Regne Unit    | 10       |
| Canadà        | 1        |
| Filipines     | 3        |
| Indonèsia     | 12       |
| Malàisia      | 44       |
| Països Baixos | 192      |
| Nova Zelanda  | 1        |
| Total         | 298      |

El total de les 298 persones a bord (incloent-hi els passatgers i la tripulació) moriren en la caiguda de l'avió. 80 d'ells eren nens. Inicialment, s'havia informat que hi havia 295 persones, però després se sumaren tres nens a la llista.
La majoria d'ells tenia nacionalitat neerlandesa. ITV News informà que nou ciutadans britànics estaven a bord, però el Ministeri d'Afers Estrangers no pogué confirmar la informació. Altres mitjans i ministeris d'Afers Estrangers havien informat sobre 23 ciutadans estaunidencs, quatre ciutadans francesos, tres ciutadans vietnamites, un ciutadà irlandès, un ciutadà italià, un ciutadà israelià, un ciutadà romanès, i un ciutadà xinès, provinent de Hong Kong. Tanmateix, aquestes nacionalitats no aparegueren al comunicat oficial emès per l'aerolínia el 19 de juliol.
Un portaveu de l'Organització Mundial de la Salut, Glenn Thomas, viatjava a bord de l'avió sinistrat juntament amb un total de 100 persones, entre delegats, investigadors i activistes, de la Societat Internacional de la SIDA per assistir a una conferència sobre la sida a Melbourne (Austràlia). Entre els passatgers també es trobava el legislador neerlandès Willem Witteveen, l'àvia del primer ministre de l'Índia, Najib Tun Razak, sis membres d'un club de futbol neerlandès, l'escriptor australià Liam Davison, una reconeguda actriu de Malàisia, el vocalista d'un conegut grup musical neerlandès i un expresident de la Societat Internacional de la SIDA, Joep Lange. Els dos pilots de l'aeronau eren dels més experimentats de la companyia aèria i sovint cobrien aquesta ruta. Al vol també anaven dos pilots assistents. Els pilots eren el capità Wan Amran Wan Hussin (de 50 anys), el capità Eugene Choo Jin Leong, el vicecapità Ahmad Hakimi Bin Hanapi i el vicecapità Muhamad Firdaus Bin Abdul Rahim.
Entre les restes foren recuperats passaports en bon estat que ajudaren a identificar les víctimes i les seves nacionalitats. Cap a la tarda del 18 de juliol, al lloc del sinistre s'havien recuperat 181 dels 298 cadàvers. El 19 de juliol, forenses i experts neerlandesos començaren a recopilar mostres d'ADN i fotografies de trets distintius, com ara cicatrius i tatuatges. La policia d'aquest país anuncià la visita de 40 parelles de detectius de la Direcció Nacional d'Investigacions Forenses als familiars de les víctimes. L'objectiu és desenvolupar una base de dades de material per identificar els cadàvers i restes humanes recuperats del lloc del desastre.

### Càrrega
Malaysia Airlines manifestà que la càrrega del MH17 incloïa dos gossos i nou aus, a més de tèxtils, equipament de pous de petroli, correu i altres articles.

## Aeronau
El vol MH17 fou operat per un Boeing 777-2H6ER, de número de sèrie 28411, inscripció 9M-MRD. Fou el 84è Boeing 777 produït, volà per primera vegada el 17 de juliol del 1997 i fou entregat nou a Malaysia Airlines el 29 de juliol del 1997. L'avió era accionat per dos motors Rolls-Royce Trent 800 i configurat per transportar 282 passatgers, tenint més de 43.000 hores de vol, incloent-hi 6.950 enlairaments i aterratges previs a l'accident.

## Galeria

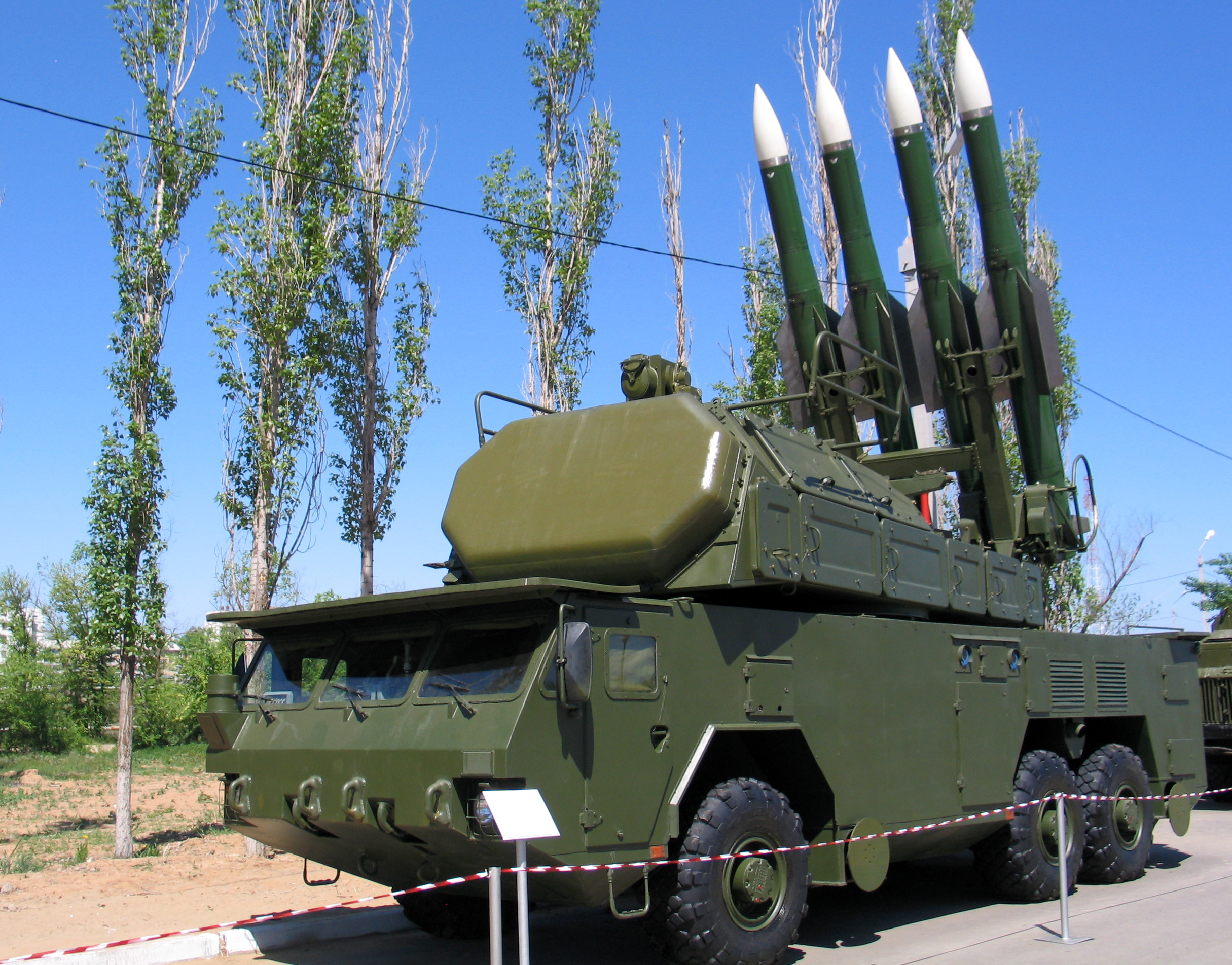
Buk-m2
MH17